# Кубок Латвії з футболу 2014—2015
Кубок Латвії з футболу 2014–2015 — 73-й розіграш кубкового футбольного турніру в Латвії. Титул втретє здобула Єлгава.

## Перший раунд
| Команда 1              | Рахунок | Команда 2           |
| ---------------------- | ------- | ------------------- |
| 1 червня 2014          |         |                     |
| Динамо (Рига) (3)      | 1:0     | Тракторс (3)        |
| 2 червня 2014          |         |                     |
| Рінужи-Стронг (3)      | 7:2     | Рига Юнайтед (3)    |
| 5 червня 2014          |         |                     |
| Лієлупе (Рига) (3)     | 0:9     | Кулдіга (3)         |
| Бандава (Прієкуле) (3) | 2:1     | Ніца (3)            |
| 7 червня 2014          |         |                     |
| Гробиня (3)            | 4:2     | Фортуна (Огре) (3)  |
| Монарх (Рига) (3)      | 2:0     | Албертс (Рига) (3)  |
| Зеліс (Гулбене) (3)    | 0:6     | Стайцелес Бебрі (3) |
| 8 червня 2014          |         |                     |
| Добеле (3)             | 0:2     | Карамба (Рига) (3)  |

## Другий раунд
| Команда 1           | Рахунок | Команда 2              |
| ------------------- | ------- | ---------------------- |
| 12 червня 2014      |         |                        |
| Адажі (3)           | 0:2     | Динамо (Рига) (3)      |
| 14 червня 2014      |         |                        |
| Балві (3)           | 3:4     | Гробиня (3)            |
| 18 червня 2014      |         |                        |
| Карамба (Рига) (3)  | 3:2     | Упесціємс (3)          |
| 19 червня 2014      |         |                        |
| Стайцелес Бебрі (3) | 8:0     | Марієнбург (Рига) (3)  |
| 20 червня 2014      |         |                        |
| Царникава (3)       | 4:5 дч  | Рінужи-Стронг (3)      |
| 21 червня 2014      |         |                        |
| Лудза (3)           | 3:2     | Бандава (Прієкуле) (3) |
| Кулдіга (3)         | 2:4     | РТУ(3)                 |
| Лайдзе (3)          | 1:8     | Монарх (Рига) (3)      |

## Третій раунд
| Команда 1           | Рахунок | Команда 2              |
| ------------------- | ------- | ---------------------- |
| 5 липня 2014        |         |                        |
| 1625 Лієпая (2)     | +:-     | Ауда (2)               |
| Стайцелес Бебрі (3) | 5:0     | Плявіняс ДМ (2)        |
| Огре (2)            | 4:0     | Динамо (Рига) (3)      |
| Валміера/БСС (2)    | 2:1 дч  | РТУ(3)                 |
| Олайне (2)          | 0:1     | Тукумс 2000 (2)        |
| Смілтене/ДЮСШ (2)   | 4:0     | Салдус (2)             |
| Саласпілс (2)       | 1:4     | РФШ (Рига) (2)         |
| 6 липня 2014        |         |                        |
| Єкабпілс (2)        | 1:4     | Гулбене (2)            |
| СФК Юнайтед (2)     | 1:2 дч  | Рінужи-Стронг (3)      |
| ДЮСШ Прейлі (2)     | 3:2     | Карамба (Рига) (3)     |
| Гробиня (3)         | 5:2     | Бандава (Прієкуле) (3) |
| Резекне (2)         | +:-     | Монарх (Рига) (3)      |

## Четвертий раунд
| Команда 1         | Рахунок | Команда 2           |
| ----------------- | ------- | ------------------- |
| 12 липня 2014     |         |                     |
| Валміера/БСС (2)  | 0:3     | 1625 Лієпая (2)     |
| РФШ (Рига) (2)    | 5:2     | ДЮСШ Прейлі (2)     |
| Гробиня (3)       | 2:3     | Огре (2)            |
| Тукумс 2000 (2)   | 1:0     | Резекне (2)         |
| Гулбене (2)       | 3:0     | Стайцелес Бебрі (3) |
| 13 липня 2014     |         |                     |
| Рінужи-Стронг (3) | 0:2     | Смілтене/ДЮСШ (2)   |

## 1/8 фіналу
| Команда 1              | Рахунок | Команда 2            |
| ---------------------- | ------- | -------------------- |
| 19 липня 2014          |         |                      |
| Смілтене/ДЮСШ (2)      | 0:2     | Даугава (Рига)       |
| 1625 Лієпая (2)        | 0:6     | Лієпая               |
| Тукумс 2000 (2)        | 1:4     | БФК Даугавпілс       |
| МЕТТА/Латвійський ун-т | 0:2     | Сконто               |
| 20 липня 2014          |         |                      |
| Огре (2)               | 3:0     | Даугава (Даугавпілс) |
| Юрмала                 | 1:7     | Єлгава               |
| 21 липня 2014          |         |                      |
| РФШ (Рига) (2)         | 0:3     | Спартакс             |
| 7 жовтня 2014          |         |                      |
| Гулбене (2)            | 0:4     | Вентспілс            |

## Чвертьфінали
| Команда 1     | Рахунок | Команда 2          |
| ------------- | ------- | ------------------ |
| 4 квітня 2014 |         |                    |
| Лієпая        | 2:1     | Сконто             |
| Єлгава        | +:-     | Даугава (Рига) (-) |
| 5 квітня 2014 |         |                    |
| Огре (2)      | 0:5     | Спартакс           |
| Вентспілс     | 3:0     | БФК Даугавпілс     |

## Півфінали
| Команда 1      | Рахунок         | Команда 2 |
| -------------- | --------------- | --------- |
| 25 квітня 2014 |                 |           |
| Єлгава         | 2:0             | Лієпая    |
| 26 квітня 2014 |                 |           |
| Спартакс       | 1:1 дч пен. 1:3 | Вентспілс |

## Фінал
| 20 травня 2015 18:00 (CET) |

| Вентспілс | 0:2      | Єлгава                  |
| --------- | -------- | ----------------------- |
|           | Протокол | Еріба 10' Фрейманіс 31' |

| Вентспілський олімпійський центр, Вентспілс Глядачів: 2 157 Арбітр: Андріс Трейманіс |